# Herbert Matis
Herbert Matis (* 22. Mai 1941 in Wien) ist emeritierter Professor der Wirtschaftsuniversität Wien und ehemaliger Vorstand des Instituts für Wirtschafts- und Sozialgeschichte. Er ist wirkliches Mitglied der philosophisch-historischen Klasse der Österreichischen Akademie der Wissenschaften.

## Leben
Herbert Matis promovierte 1965 an der Universität Wien und habilitierte sich 1971 an der damaligen Hochschule für Welthandel. Von 1972 bis 2009 lehrte er an der Wirtschaftsuniversität Wien als Ordinarius für Wirtschafts- und Sozialgeschichte. Er ist visiting Fellow des Robinson College in Cambridge, UK und des Minda de Gunzburg Center for European Studies der Harvard University, Mass. 1988 wurde Herbert Matis zum korrespondierenden Mitglied der Österreichischen Akademie der Wissenschaften (ÖAW) gewählt, 1995 schließlich zum wirklichen Mitglied.

## Funktionen
Herbert Matis war bzw. ist:
- 1975–1977 Vorsitzender der Fachgruppe für Geistes- und Sozialwissenschaften des Professorenverbandes
- 1978–1982 Vorsitzender des Professorenverbandes
- 1984/1985 Rektor der Wirtschaftsuniversität Wien und Vizepräsident der Österreichischen Rektorenkonferenz
- 1985–2000 Leiter des Ludwig Boltzmann Instituts für wirtschaftshistorische Prozessanalyse
- 1986–1995 Mitglied des Rektoratskollegiums
- 1988–2000 Kuratoriumsmitglied des Fonds zur Förderung der wissenschaftlichen Forschung (FWF)
- 1994–2014 Geschäftsführer des Kardinals Innitzer Studienfonds
- 1997–2000 Vizepräsident des FWF und Abteilungspräsident für die Geistes- und Sozialwissenschaften
- seit 2001 Mitglied der Jubiläumsstiftung der Stadt Wien für die Wirtschaftsuniversität Wien
- 2000–2006 Präsidiumsmitglied des Internationalen Forschungszentrums für Kulturwissenschaften (IFK)
- 2003–2009 Vizepräsident der Österreichischen Akademie der Wissenschaften
- 2004–2012 Obmann der Kommission für vergleichende Medien- und Kommunikationsforschung der Österreichischen Akademie der Wissenschaften
- 2004–2010 kooptiertes Vorstandsmitglied der Ludwig Boltzmann Gesellschaft
- 2010–2013 Mitglied des Publikumsrats des ORF
- 2013–2016 Präsident der Ignaz Lieben Gesellschaft – Verein zur Foerderung der Wissenschaftsgeschichte[2]

## Schriften
Ein Forschungsschwerpunkt von Matis ist die Firmengeschichte. Daneben widmet er sich umfassenden wirtschaftshistorischen Themen, z. B. in den Büchern
- Hernán Cortes. Eroberer und Kolonisator (= Persönlichkeit und Geschichte, Bd. 45). Musterschmidt, Göttingen 1967
- Österreichs Wirtschaft 1848-1913. Konjunkturelle Dynamik und gesellschaftlicher Wandel im Zeitalter Franz Josephs I., Duncker & Humblot, Berlin 1972
- Der österreichische Schilling. Geschichte einer Währung (gemeinsam mit Karl Bachinger). Styria, 1974
- Geburt der Neuzeit. Vom Feudalsystem zur Marktgesellschaft (gemeinsam mit Leonhard Bauer). dtv, München 1988
- Das Industriesystem. Wirtschaftswachstum und sozialer Wandel im 19. Jahrhundert. Ueberreuter, Wien 1988
- Die Weltwirtschaft. Struktur und Entwicklung im 20. Jahrhundert (gemeinsam mit Dieter Stiefel) Ueberreuter, 1991
- "Mit der vereinigten Kraft des Capitals, des Credits und der Technik..." 2 Bde. (gemeinsam mit Dieter Stiefel) Böhlau, Wien 1994
- The Economic Development of Austria since 1870, in: Charles Feinstein, The Economic Development of Modern Europe since 1870, Elgar, 1994
- Die Wundermaschine. Die unendliche Geschichte der Datenverarbeitung von der Rechenuhr zum Internet. Ueberreuter, Wien 2002
- Die Schwarzenberg-Bank. Kapitalbildung und Industriefinanzierung in den habsburgischen Erblanden 1787-1830. Akademie der Wissenschaften, Wien 2005
- Entwicklungsdimensionen des Kapitalismus (gemeinsam mit Karl Bachinger). UTB, Stuttgart 2009
- Sapere Aude. Die Österreichische Akademie der Wissenschaften seit 1918 (gemeinsam mit Arnold Suppan) Verlag d. ÖAW, Wien 2022

Zu Matis' 60. Geburtstag erschien eine Festschrift. Zu seinem 65. Geburtstag erschien eine Auswahl seiner wirtschaftshistorischen Aufsätze in einem Sammelband.
Er ist u. a. (Mit-)Herausgeber von:
- Von der Glückseligkeit des Staates. Staat, Wirtschaft und Gesellschaft in Österreich im Zeitalter des aufgeklärten Absolutismus. Duncker & Humblot, Berlin 1981
- Österreich und die Tschechoslowakei 1918 - 1938. Studien zur Wirtschaftsgeschichte und Wirtschaftspolitik (gemeinsam mit Alice Teichova) Böhlau, Wien 1998
- Business History. Wissenschaftliche Entwicklungstrends und Studien aus Zentraleuropa (gemeinsam mit Alice Teichova und Andreas Resch) Manz, Wien 1999
- Economic Change and the National Question in Twentieth-century Europe (gemeinsam mit Alice Teichova und Jaroslav Pátek) Cambridge UP, 2000
- Nation, State, and the Economy (gemeinsam mit Alice Teichova). Cambridge UP, 2003
- Entrepreneuship in schwierigen Zeiten (gemeinsam mit Peter Eigner und Andreas Resch) Lit, Wien/Berlin 2013
- Wirtschaft, Technik und das Militär 1914-1918. Österreich-Ungarn im Ersten Weltkrieg (gemeinsam mit Juliane Mikoletzky und Wolfgang Reiter) Lit, Wien/Berlin 2014
- Darwin in Zentraleuropa. Die wissenschaftliche, weltanschauliche und populäre Rezeption im 19. und frühen 20. Jahrhundert (gemeinsam mit Wolfgang Reiter) Lit, Wien/Berlin 2018

## Auszeichnungen
- 1968: Bronzene Rudolf-Diesel-Medaille (BRD)[5]

- 1970: Kardinal-Innitzer-Studienpreis
- 1982: Ehrenkreuz für Wissenschaft und Kunst I. Klasse
- 1985: Goldene Ehrennadel des Bundesverbands Metall (BRD)
- 1988: Großes Silbernes Ehrenzeichen für Verdienste um die Republik Österreich
- 1990: Großer Senator-Wilfling-Preis der WU-Wien
- 1991: Großes Goldenes Ehrenzeichen für Verdienste um das Bundesland Niederösterreich
- 1995: Mitglied der Europäische Akademie der Wissenschaften und Künste[6]
- 1998: Commendatore des Ordens vom Heiligen Papst Silvester[7]
- 1999: Großes Goldenes Ehrenzeichen für Verdienste um die Republik Österreich[8]
- 2019: Goldenes Ehrenzeichen für Verdienste um das Land Wien[9]

## Einzelbelege
1. 1 2  Profile Herbert Matis: Activities. In: wu.ac.at. Archiviert vom Original am 25. Juli 2021.
2. ↑  Die Ignaz-Lieben-Gesellschaft – Verein zur Förderung der Wissenschaftsgeschichte, abgerufen am 27. Dezember 2016.
3. ↑   Karl Bachinger, Dieter Stiefel (Hrsg.): Auf Heller und Cent. Beiträge zur Finanz- und Währungsgeschichte. Ueberreuter Wirtschaft, Wien u. a. 2001 (640 S.)
4. ↑  Charlotte Natmeßnig, Karl Bachinger (Hrsg.): Von der frühen Industrialisierung zum Computerzeitalter. Böhlau, Wien u. a. 2006 (330 S.)
5. ↑  Profile Herbert Matis: CV. In: wu.ac.at. Archiviert vom Original am 25. Juli 2021.
6. ↑  Activities. In: wu.ac.at. Abgerufen am 19. Dezember 2023 (englisch).
7. ↑  AAS 91 (1999), n. 5, S. 1020 (vatican.va).
8. ↑  Aufstellung aller durch den Bundespräsidenten verliehenen Ehrenzeichen für Verdienste um die Republik Österreich ab 1952 (PDF; 6,6 MB).
9. ↑  Ehrenzeichen für Universitätsprofessor Herbert Matis. Abgerufen am 20. Juni 2019.

| Personendaten    | Personendaten                          |
| ---------------- | -------------------------------------- |
| NAME             | Matis, Herbert                         |
| KURZBESCHREIBUNG | österreichischer Wirtschaftshistoriker |
| GEBURTSDATUM     | 22. Mai 1941                           |
| GEBURTSORT       | Wien                                   |